# ناقلة نفط
ناقلة النفط (والمعروفة أيضًا باسم ناقلة البترول)، هي سفينة مصممة لنقل كميات كبيرة من النفط أو منتجاته. هناك نوعان أساسيان من ناقلات النفط: ناقلات النفط الخام وناقلات المنتجات. تنقل ناقلات النفط الخام كميات كبيرة من النفط الخام غير المكرر من نقطة الاستخراج إلى المصافي، على سبيل المثال، نقل النفط الخام من آبار النفط في بلد منتج إلى مصافي في بلد آخر. بينما صُممت ناقلات المنتجات (وهي بشكل عام أصغر بكثير من ناقلات النفط الخام) لنقل المنتجات المكررة من المصافي إلى نقاط قريبة من الأسواق المستهلكة، على سبيل المثال نقل البنزين من مصافي التكرير في أوروبا إلى الأسواق الاستهلاكية في نيجيريا ودول غرب إفريقيا الأخرى.
غالبًا ما يتم تصنيف ناقلات النفط حسب حجمها بالإضافة إلى مهنتها. تتراوح فئات الحجم من الناقلات الداخلية أو الساحلية التي يبلغ وزنها بضعة آلاف من الأطنان المترية من الوزن الساكن إلى ناقلات النفط الخام الضخمة جدًا. الناقلات تنقل حوالي 2.0 مليار طن متري (2.2 مليار طن أمريكي) من النفط كل عام. وتأتي في المرتبة الثانية بعد خطوط الأنابيب من حيث الكفاءة، يبلغ متوسط تكلفة نقل النفط الخام بناقلة النفط ما بين 5 دولارات و 8 دولارات للمتر المكعب (0.02 دولار إلى 0.03 دولار للغالون الواحد).
تطورت بعض الأنواع المتخصصة من ناقلات النفط. واحدة من هذه هي الناقلة البحرية المزودة للنفط للسفن الأخرى، وهي ناقلة يمكنها تزويد سفينة متحركة بالوقود. إن ناقلات النفط الخام العائمة المختلطة ووحدات التخزين العائمة الراسية بشكل دائم هما نوعان مختلفان آخران من تصميم ناقلات النفط القياسي. شاركت ناقلات النفط في عدد من حوادث الانسكاب النفطي المدمرة والبالغة الأهمية. ونتيجة لذلك، فإنها تخضع لتصميم صارم ولوائح تشغيلية.

## تاريخ

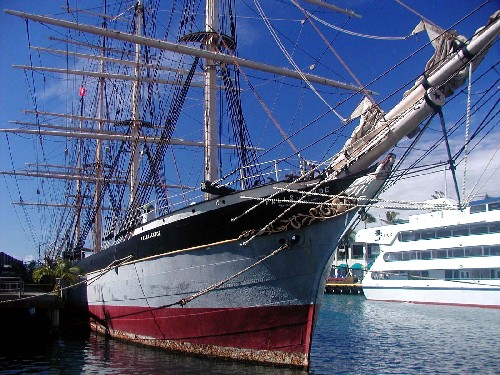
ناقلة (شلالات كلايد) هي أقدم ناقلة نفط أمريكية على ناجية وهي ناقلة النفط الوحيدة الباقية في العالم من نوعها والتي تبحر باستخدام الأشرعة.

تطورت تقنية نقل النفط جنبًا إلى جنب مع صناعة النفط. على الرغم من أن الاستخدام البشري للنفط يعود إلى عصور ما قبل التاريخ، إلا أن أول استغلال تجاري حديث له كان في عام 1850 عندما صنع جيمس يونغ مركبات البارافين. في أوائل خمسينيات القرن التاسع عشر، بدأ تصدير النفط من بورما العليا التي كانت آنذاك مستعمرة بريطانية. نُقل النفط في أوعية خزفية إلى ضفة النهر حيث تم سكبه بعد ذلك في قوارب مخصصة لنقله إلى بريطانيا.
في ستينيات القرن التاسع عشر، أصبحت حقول نفط بنسلفانيا موردًا رئيسيًا للنفط، ومركزًا للابتكار بعد أن نجح إدوين دريك في استخراج النفط بالقرب من تيتوسفيل، بنسلفانيا. تم استخدام القوارب والصنادل الضخمة في الأصل لنقل نفط بنسلفانيا في براميل خشبية سعة 40 جالونًا (150 لترًا). لكن النقل بالبراميل واجه العديد من المشاكل. كانت المشكلة الأولى هي الوزن: كان وزنهم 29 كيلوجرامًا (64 رطلاً)، وهو ما يمثل 20٪ من إجمالي وزن البرميل الكامل. المشاكل الأخرى مع البراميل كانت كلفتها وميلها للتسرب وحقيقة أنها كانت تستخدم بشكل عام مرة واحدة فقط. كانت النفقات كبيرة، على سبيل المثال في السنوات الأولى لصناعة النفط الروسية، شكلت البراميل نصف تكلفة إنتاج البترول.

### التصاميم المبكرة
في عام 1863، بُنيت ناقلات شراعية على نهر تاين الإنجليزي. تبع ذلك في عام 1873 بناء أول سفينة بخارية لخزان النفط (Vaderland) من قبل شركة بالمرز لبناء السفن والحديد [الإنجليزية] المملوكة لبلجيكيين. وبسبب مخاوف تتعلق بالسلامة، تم تقييد استخدام السفينة من قبل السلطات الأمريكية والبلجيكية. بحلول عام 1871، كانت حقول النفط في ولاية بنسلفانيا تستخدم بشكل محدود صنادل خزانات النفط وعربات صهاريج السكك الحديدية الأسطوانية المشابهة لتلك المستخدمة اليوم.

### ناقلات النفط الحديثة

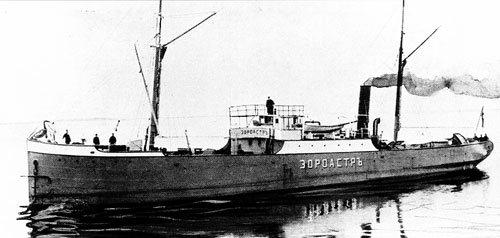
زرادشت، أول ناقلة نفط في العالم تصل إلى شركة برانوبل في باكو، أذربيجان.

تم تطوير ناقلة النفط الحديثة في الفترة من 1877 إلى 1885. في عام 1876، أسس لودفيج وروبرت نوبل وهما شقيقان لألفريد نوبل شركة برانوبل (اختصار لـ Brothers Nobel) في باكو، أذربيجان، التي كانت واحدة من أكبر شركات النفط في العالم خلال أواخر القرن التاسع عشر.
كان لودفيج رائدًا في تطوير ناقلات النفط المبكرة. جرب أولاً حمل النفط بكميات كبيرة على صنادل ذات هيكل واحد. وعندما حول انتباهه إلى الناقلات ذاتية الدفع، واجه عددًا من التحديات. كان الشاغل الرئيسي له هو إبقاء الشحنة والأبخرة بعيدًا عن غرفة المحرك لتجنب الحرائق. وشملت التحديات الأخرى السماح للحمولة بالتوسع والتقلص بسبب التغيرات في درجات الحرارة وتوفير طريقة لتهوية الخزانات.

كانت أول ناقلة نفط ناجحة هي زرادشت، التي حملت 246 طنًا متريًا (242 طنًا طويلًا) من الكيروسين في خزانين حديديين مرتبطان بأنابيب. كان أحد الخزانين يقع أمام غرفة المحرك (الواقعة في وسط السفينة) والآخر كان في الخلف. كما تضمنت السفينة مجموعة من 21 مقصورة رأسية مانعة لتسرب الماء لمزيد من الطفو. بلغ طول السفينة الإجمالي 56 مترًا (184 قدمًا) وعرضها (شعاعها) 8.2 مترًا (27 قدمًا)، والغاطس 2.7 مترًا (9 قدمًا). وعلى عكس ناقلات نوبل اللاحقة، كان تصميم زرادشت صغيرًا بما يكفي للإبحار من السويد إلى بحر قزوين عن طريق بحر البلطيق وبحيرة لادوجا وبحيرة أونيغا ورايبانسك وقنوات مارينسك ونهر الفولغا.

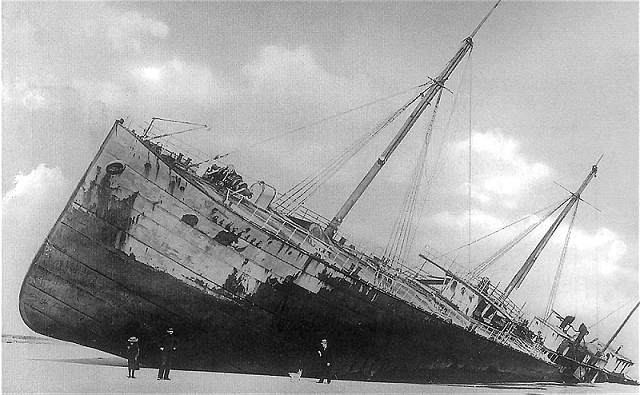
الناقلة غلوكاوف التي انجرفت بسبب الضباب الكثيف نحو اليابسة على شاطئ النقطة الزرقاء في جزيرة النار.

في عام 1883، اتخذ تصميم ناقلة النفط خطوة كبيرة إلى الأمام. عمل في شركة نوبل، المهندس البريطاني العقيد هنري ف. سوان صمم مجموعة من ثلاث ناقلات لنوبل. بدلاً من واحدة أو اثنتين من الحواجز الكبيرة، استخدم تصميم سوان عدة حواجز امتدت على عرض أو شعاع السفينة. تم تقسيم هذه الحواجز إلى أقسام يسرى وأقسام يمنى بواسطة حاجز طولي. عانت التصميمات السابقة من مشاكل الاستقرار الناجمة عن تأثير السطح الحر free surface effect، حيث يمكن أن يتسبب تدفق النفط من جانب إلى آخر في انقلاب السفينة. لكن هذا النهج لتقسيم مساحة تخزين السفينة إلى صهاريج أصغر قضى فعليًا على مشاكل السطح الحر. تم استخدام هذا النهج، الذي يكاد يكون عالميًا اليوم، لأول مرة بواسطة سوان في ناقلات نوبل المسماة بلسك وليومن ولوكس.
يشير آخرون إلى الناقلة غلوكاوف، وهو تصميم آخر للكولونيل سوان، باعتبارها أول ناقلة نفط حديثة. وقد اعتمدت أفضل الممارسات من تصميمات ناقلات النفط السابقة لإنشاء النموذج الأولي لجميع السفن اللاحقة من هذا النوع. كانت أول ناقلة بخارية تعمل في المحيطات في العالم وكانت أول سفينة يمكن فيها ضخ النفط مباشرة داخل هيكل السفينة بدلاً من تحميله في براميل. كما أنها كانت أول ناقلة ذات حاجز أفقي. تشتمل ميزاتها على صمامات شحن وأنابيب الشحن الرئيسية، وخط بخار، وسدود تجوية قابلة للتحكم من سطح السفينة وذلك لمزيد من الأمان، والقدرة على ملء خزان الموازنة بمياه البحر عندما تكون فارغة من البضائع. السفينة بنيت في بريطانيا. وتم شراؤها من قبل فيلهلم أنتون ريدمان، وكيل شركة ستاندرد أويل إلى جانب العديد من السفن الشقيقة لها. بعد فقدان غلوكاوف في عام 1893 بسبب انجرافها في جو من الضباب الكثيف نحو اليابسة على شاطئ النقطة الزرقاء في جزيرة النار، اشترت ستاندر أويل السفن الشقيقة.

### التجارة الأسيوية

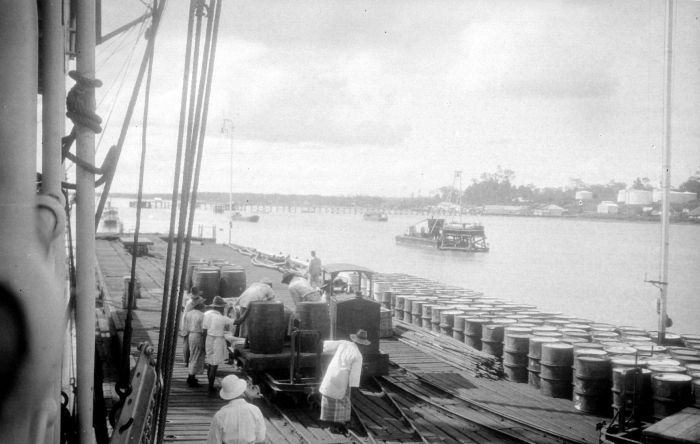
رصيف (ميناء تحميل) لشركة رويال داتش شل في جزر الهند الشرقية الهولندية (إندونيسيا الآن)

شهدت ثمانينيات القرن التاسع عشر أيضًا بدايات تجارة النفط الآسيوية. كانت الفكرة التي أدت إلى نقل النفط الروسي إلى الشرق الأقصى عبر قناة السويس من بنات أفكار رجلين: المستورد ماركوس صموئيل ومالك السفينة / السمسار فريد لين. رفضت شركة قناة السويس العطاءات السابقة لنقل النفط عبر القناة لكونها تنطوي على مخاطرة كبيرة. تناول صموئيل المشكلة بطريقة مختلفة، إذ سأل الشركة عن مواصفات الناقلة التي تسمح بمرور القناة.
طلب صموئيل ثلاث ناقلات من شركة وليام غراي وشركاؤه [الإنجليزية] الواقعة في شمال إنجلترا بمواصفات تطابق ما طلبته شركة قناة السويس. أطلق على هذه الناقلات الأسماء التالية: موريكس، كونش، وكالم وكانت كل واحدة منها بسعة 5010 طن بريطاني من الوزن الثقيل. كانت هذه السفن الثلاث هي أولى ناقلات شركة (Tank Syndicate) وهي السلف لشركة رويال داتش شل اليوم.
ومع تجهيز المرافق في جاكرتا وسنغافورة وبانكوك وسايغون وهونغ كونغ وشنغهاي وكوبي، كانت شركة شل الوليدة تستعد لتصبح المنافس الأول لشركة ستاندرد أويل في السوق الآسيوية. في 24 أغسطس 1892، أصبحت الناقلة موريكس أول ناقلة نفط تعبر قناة السويس. بحلول الوقت الذي اندمجت فيه شل مع شركة رويال دوتش بيتروليوم في عام 1907، كان لدى الشركة 34 ناقلة نفط تعمل بالبخار، مقارنةً بأربع ناقلات بخارية قياسية لنقل النفط و16 ناقلة إبحار بالأشرعة.

### عصر الناقلات العملاقة
حتى عام 1956، صممت ناقلات النفط لتتمكن من عبور في قناة السويس. أصبح تقييد الحجم هذا أقل أهمية بعد إغلاق القناة خلال أزمة السويس عام 1956. بعد إجبار مالكي السفن على نقل النفط حول رأس الرجاء الصالح، أدرك مالكو السفن أن الناقلات الأكبر حجمًا كانت وسيلة النقل الأكثر كفاءة. في حين أن ناقلة تي 2 [الإنجليزية] النموذجية في حقبة الحرب العالمية الثانية كانت بطول 162 مترًا وبسعة 16,500 طنًا، كانت ناقلات النفط الخام الضخمة جدًا التي بُنيت في السبعينيات يزيد طولها عن 400 متر وبسعة 500,000 طن حمولة ساكنة. شجعت عدة عوامل على هذا النمو منها الأوضاع الأمنية في الشرق الأوسط التي تسببت في إيقاف حركة العبور عبر قناة السويس، وكذلك تأميم مصافي النفط في الشرق الأوسط. كما لعبت المنافسة الشرسة بين مالكي السفن دورًا أيضًا. ولكن بصرف النظر عن هذه الاعتبارات، هناك ميزة اقتصادية بسيطة: فكلما كانت ناقلة النفط أكبر، قلّت تكلفة نقل النفط الخام، مما يساعد على تلبية الطلب المتزايد على النفط.
في عام 1955، كانت أكبر ناقلة عملاقة في العالم بوزن 30,708 طن حمولة إجمالية مسجلة و47,500 طن حمولة ساكنة. في ذلك العام أطلقت الناقلة (SS Spyros Niarchos) من قبل شركة فيكرس أرمسترونغ لصناعة السفن [الإنجليزية] في إنجلترا لقطب الشحن اليوناني ستارفوس نياركوس. 

في عام 1958، حطم قطب الشحن في الولايات المتحدة دانيال ك. لودفيغ الرقم القياسي البالغ 100,000 طن حمولة ساكنة. أزاحت الناقلة التابعة للودفيج والمسماة (يونيفرس أبولو) ما مقداره 104,500 طن حمولة ساكنة، بزيادة 23٪ عن الرقم القياسي السابق الذي يعود للناقلة (يونيفيرس ليدر) والتي تعود ملكيتها أيضًا إلى للودفيج.

مقارنة بين ناقلة النفط العملاقة نوك نيفيس المسماة سابقا (سي وايس جايانت) مع بعض أطول المباني في العالم.

بُنيت أكبر ناقلة عملاقة في العالم في عام 1979 في حوض بناء السفن في مدينة يوكوسوكا من قبل شركة ساميتومو للصناعات الثقيلة [الإنجليزية] وأطلق عليها اسم (سي وايس جايانت). كانت حمولة السفينة تبلغ 564,763 طن حمولة ساكنة، وبلغ طولها الإجمالي 458.45 مترًا (1504.1 قدمًا) وطول الغاطس 24.611 مترًا (80.74 قدمًا). ومزودة بـ 46 صهريجا، وبلغت مساحة سطحها 31,541 مترًا مربعًا (339,500 قدمًا مربعة)، ومع ذلك لم تستطع السفينة عبور القناة الإنجليزية وهي محملة بالحمولة الكاملة.
في عام 1989، تغير اسم ناقلة النفط (سي وايس جايانت) إلى (سي وايس هابي) ثم إلى (جاهر فايكنغ) في عام 1991، ثم إلى (نوك نيفيس) في عام 2004 بعد أن تحولت إلى ناقلة تخزين راسية بشكل دائم. في عام 2009 بيعت الناقلة للمرة الأخيرة، وأعيدت تسميتها باسم (مونت) وتم تفكيكها.
اعتبارًا من عام 2011، كانت أكبر ناقلتي نفط في العالم من فئة (تي آي للسفن العملاقة) وهما: تي آي أوروبا، وتي آي أوشينا. بنيت السفينتان في عامي 2002 و2003 باسم (هيليسبونت الهامبرا) و (هيلسبونت تارا) على التوالي لصالح شركة (هيليسبونت اليونانية للبواخر). باعت هيلسبونت هذه السفن في عام 2004 إلى شركة (Overseas Shipholding Group) وشركة (Euronav). كانت كل سفينة منهما تبلغ سعتها أكثر من 441,500 طن حمولة ساكنة، وبطول إجمالي بلغ 380,0 مترًا وسعة الشحن 3,166,353 برميلًا (503,409,900 لترًا)، وهما أول ناقلات النفط الخام العملاقة التي زودت بهيكل مزدوج. ولتمييزها عن ناقلات النفط الخام العملاقة الأصغر كانت توسم هذه الناقلات أحيانًا برمز (V-plus) الذي يشير إلى الحجم الإضافي.
باستثناء خط الأنابيب، فإن نقل النفط باستخدام الناقلات هي الطريقة الأكثر فعالية من حيث التكلفة اليوم. تحمل الناقلات في جميع أنحاء العالم حوالي 2 مليار برميل (3.2 × 1011 لترًا) سنويًا، وتبلغ تكلفة النقل بالناقلات 0.02 دولارًا أمريكيًا فقط للغالون الواحد في المضخة.

## فئات الحجم
في عام 1954، طورت شركة شل للنفط تصنيف «متوسط تقييم معدل الشحن» (م ت م ش) الذي يصنف الناقلات ذات الأحجام المختلفة. لجعلها أداة مستقلة، استشارت شركة شل لجنة وسطاء ناقلات لندن. في البداية، قاموا بتقسيم المجموعات على أنها أغراض عامة للناقلات التي يقل وزن حمولتها الساكنة عن 25000؛ متوسط المدى للسفن التي يتراوح وزن حمولتها الساكنة بين 25000 و 45000 وطويل المدى للسفن الضخمة التي كانت حمولتها الساكنة أكبر من 45000. أصبحت السفن أكبر خلال السبعينيات، مما دفع إلى إعادة التقييم.
| تصنيف "متوسط تقييم معدل الشحن" | تصنيف "متوسط تقييم معدل الشحن" | مقياس السوق المرن | مقياس السوق المرن            | مقياس السوق المرن | مقياس السوق المرن |
| الصنف | الحجم مقدرا بالحمولة الساكنة   | الصنف             | الحجم مقدرا بالحمولة الساكنة | السعر الجديد      | السعر المستخدم    |
| ناقلات الأغراض العامة | 10,000–24,999                  | Product tanker    | 10,000–60,000                | $43M              | $42.5M            |
| ناقلات المدى المتوسط | 25,000–44,999                  | Panamax           | 60,000–80,000                | $43M              | $42.5M            |
| ناقلات المدى الطويل 1 اختصارا LR1 | 45,000–79,999                  | Aframax           | 80,000–120,000               | $60.7M            | $58M              |
| ناقلات المدى الطويل 2 اختصارا LR2 | 80,000–159,999                 | Suezmax           | 120,000–200,000              | $60.7M            | $58M              |
| ناقلات النفط الخام الكبيرة جدا VLCC اختصارا (Very Large Crude Carrier) | 160,000–319,999                | VLCC              | 200,000–320,000              | $120M             | $116M             |
| ناقلات النفط الخام العملاقة ULCC اختصارا (Ultra Large Crude Carrier) | 320,000–549,999                | ULCC              | 320,000–550,000              | $120M             | $116M             |
| يشير تعبير باناماكس وباناماكس الجديدة (أو نيوباناماكس) إلى الشروط لحدود الحجم للسفن التي تسافر عبر قناة بنما.يشير التعبير سويس ماكس أو أقصى السويس إلى الشروط لحدود الحجم للسفن التي تسافر عبر قناة السويس. |                                |                   |                              |                   |                   |

تم تطوير النظام لأسباب ضريبية حيث أرادت السلطات الضريبية دليلاً على صحة سجلات الفواتير الداخلية. قبل أن تبدأ بورصة نيويورك التجارية في تداول العقود الآجلة للنفط الخام في عام 1983، كان من الصعب تحديد السعر الدقيق للنفط، والذي يمكن أن يتغير مع كل عقد. تخلت شركتا شل وبي پي عن النظام في عام 1983 وقد كانتا أول شركتين تستخدمانه، وتبعتها لاحقًا شركات النفط الأمريكية. ومع ذلك، لا يزال النظام مستخدمًا حتى اليوم. إلى جانب ذلك، هناك مقياس السوق المرن الذي يأخذ مسارات نموذجية وإن كمية 500000 برميل (تعادل 79000 متر مكعب).
تحمل ناقلات النفط التجارية مجموعة واسعة من السوائل الهيدروكربونية تتراوح من النفط الخام إلى المنتجات البترولية المكررة. يقاس حجم هذه السفن بوحدة (الحمولة الساكنة). تعد ناقلات النفط الخام من بين أكبر الناقلات، إذ يتراوح حجمها حجم 55,000 طن حمولة ساكنة بالنسبة للسفن المخصصة لعبور قناة باناما إلى أكثر من 440,000 طن حمولة ساكنة بالنسبة إلى ناقلات النفط الخام العملاقة.
الناقلات الصغيرة، التي تتراوح من أقل من 10000 طن إلى 80000 طن حمولة ساكنة من سفن باناماكس [الإنجليزية]، تحمل بشكل عام المنتجات البترولية المكررة، وتعرف باسم ناقلات المنتجات. أما الناقلات الصغيرة التي تقل سعتها عن 10000طن حمولة ساكنة فتبحر بشكل عام بالقرب من الممرات المائية الساحلية والداخلية. على الرغم من أنها كانت في الماضي تعتبر ناقلات عملاقة، إلا أن السفن فئتي أفراماكس [الإنجليزية] وأقصى السويس الأصغر لم تعد تصنف كناقلات عملاقة.

### ناقلات النفط الضخمة جدا وناقلات النفط العملاقة
إن «الناقلات العملاقة» هي أكبر الناقلات وأكبر الهياكل المتحركة من صنع الإنسان. وهي تشمل ناقلات النفط الخام الضخمة جدًا والعملاقة وهي تتمتع بسعات تزيد عن 250,000 طن حمولة ساكنة. يمكن لهذه السفن نقل 2.000.000 برميل (320.000 متر مكعب) من النفط / 318.000 طن متري. على سبيل المقارنة، استهلكت المملكة المتحدة حوالي 1.6 مليون برميل (250,000 م 3) من النفط يوميًا في عام 2009. كانت ناقلات النفط العملاقة التي تم تكليفها في السبعينيات أكبر السفن التي تم بناؤها على الإطلاق في ذلك الوقت، ولكن تم التخلص منها جميعًا الآن. لا يزال هناك عدد قليل من ناقلات النفط العملاقة الأحدث في الخدمة، ولا يزيد طول أي منها عن 400 متر.
نظرًا لحجمها، لا تستطيع الناقلات العملاقة غالبًا دخول المنفذ وهي محملة بالكامل. يمكن لهذه السفن حمل حمولتها على المنصات البحرية والمراسي ذات النقطة الواحدة single-point moorings. في الطرف الآخر من الرحلة، تضخ حمولتها في كثير من الأحيان إلى ناقلات أصغر في نقاط خفيفة محددة قبالة الساحل. عادةً ما تكون طرق الناقلات العملاقة طويلة، مما يتطلب منها البقاء في البحر لفترات طويلة، غالبًا حوالي سبعين يومًا في المرة الواحدة.

## التأجير
يسمى فعل استئجار سفينة لنقل البضائع بالتأجير. تستأجر الناقلات بواسطة أربعة أنواع من اتفاقيات (عقود) الإيجار:
- عقد أيجار وفق الرحلات [47] أو (عقد استئجار السفينة بالرحلة)[48] (voyage charter).
- عقد إيجار محدد المدة [47] أو (عقد المشارطة الزمنية)[48] (the time charter).
- عقد تأجير السفينة غير مجهزة أو (تأجير سفينة بدون الطاقم أو الخدمات) (the bareboat charter).
- عقد شحن سفينة (contract of affreightment).

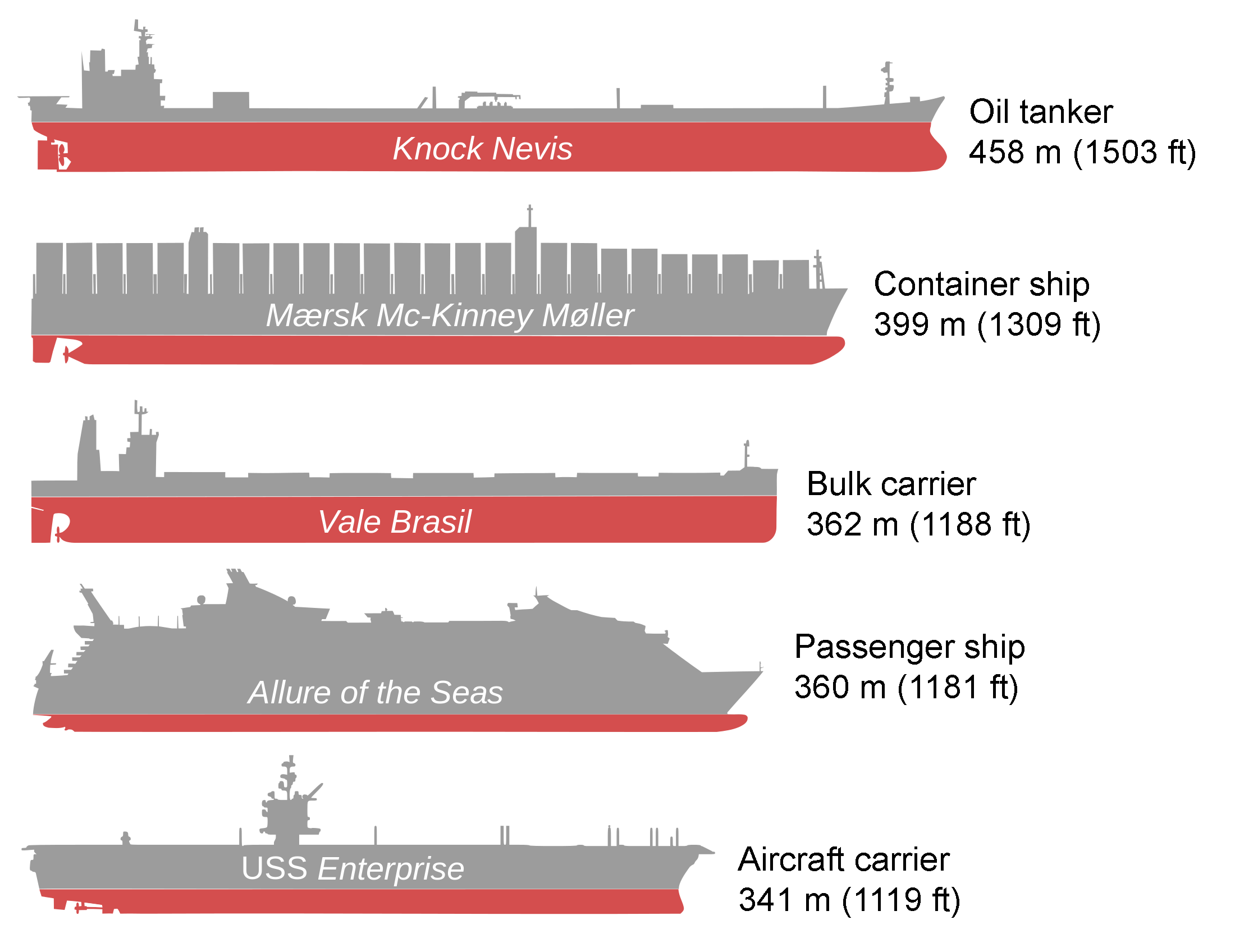
الناقلة سي وايس جايانت الأولى من الأعلى (1979–2010)، وهي ناقلة نفط عملاقة وأطول سفينة تم بناؤها بطول (458 متر).

في عقود الإيجار وفق الرحلات؛ يستأجر المستأجر السفينة من ميناء التحميل إلى ميناء التفريغ. في عقود الإيجار محددة المدة تستأجر السفينة للقيام برحلات لفترة زمنية محددة وفقًا لتوجيهات المستأجر. في عقود تأجير السفن غير المجهزة يعمل المستأجر كمشغل ومدير للسفينة ويتحمل كافة المسؤوليات مثل توفير الطاقم وصيانة السفينة. أخيرًا، في عقد الشحن يحدد المستأجر الحجم الإجمالي للبضائع التي سيتم نقلها في فترة زمنية محددة وبأحجام محددة، على سبيل المثال يمكن أن يحدد عقد الشحن على أنه مليون برميل (160,000 متر مكعب) من وقود الطائرات تنقل في غضون عام في 25,000 برميل (4000 متر مكعب). يُعرف عقد الإيجار المكتمل باسم اتفاقية التأجير [الإنجليزية].
يعتبر سعر الشحن أو الرسوم المحددة لنقل البضائع أحد أهم أجزاء أي اتفاقية إيجار. تحدد رسوم الشحن لمستأجر الناقلة بإحدى الطرق الأربع التالية: دفع رسوم الشحن بشكل كامل (أي شامل لكل النفقات)، دفع رسوم الشحن لكل طن، دفع رسوم الشحن للمدة الزمنية، دفع رسوم الشحن بحسب الرسوم العالمية، في حال دفع رسوم الشحن بشكل كامل يتم التفاوض على سعر ثابت لتسليم شحنة محددة، ويكون مالك / مشغل السفينة مسؤولاً عن دفع جميع تكاليف الميناء ونفقات الرحلة الأخرى. أما دفع رسوم الشحن لكل طن فتستخدم في الغالب في تأجير ناقلات المواد الكيميائية، وتختلف عن دفع رسوم الشحن بشكل كامل في أن تكاليف الميناء ونفقات الرحلة بشكل عام يدفعها مستأجر السفينة. بينما يكون دفع رسوم الشحن للفترة الزمنية على أساس الرسوم لليوم الواحد ويدفع المستأجر تكاليف الموانئ ونفقات الرحلة بشكل عام.
أما دفع رسوم الشحن بحسب الرسوم العالمية (والذي غالبًا ما يشار إليه باسم المقياس العالمي) فقد أُنشأ وأُدير بشكل مشترك من قبل الاتحادات العالمية في لندن ونيويورك. يحدد المقياس العالمي سعرًا أساسيًا لنقل طن متري للمنتج بين أي ميناءين في العالم. في مفاوضات المقياس العالمي، يحدد المشغلون والمستأجرون السعر بناءً على نسبة مئوية من معدل المقياس العالمي. يعبر عن السعر الأدنى (الأساس) بالرمز WS 100. فإذا حددت اتفاقية التأجير السعر على أنه 85٪ من المقياس العالمي، فيعبر عنه بالرمز WS 85 . وبالمثل، إذا حددت اتفاقية التأجير السعر بأنه 125٪ من المقياس العالمي فيعبر عنه بـ WS 125.

### الأسواق الحالية
| أسعار المكافئة للإيجار الزمني الحديثة مقدرة بالدولار / لليوم الواحد |                      |                                                           |         |         |         |         |         |         |         |
| حجم السفينة                                                         | الحمولة              | الطريق                                                    | 2004    | 2005    | 2006    | 2010    | 2012    | 2014    | 2015    |
| ناقلات نفط ضخمة جدا                                                 | نفط خام              | الخليج العربي - اليابان                                   | $95,250 | $59,070 | $51,550 | $38,000 | $20,000 | $28,000 | $57,000 |
| مقاس قناة السويس                                                    | Crude                | غرب افريقيا - الكاريبي أو الساحل الشرقي لأمريكا الشمالية  | $64,800 | $47,500 | $46,000 | $31,000 | $18,000 | $28,000 | $46,000 |
| مقاس أفرا                                                           | Crude                | عبر البحر الأبيض المتوسط                                  | $43,915 | $39,000 | $31,750 | $20,000 | $15,000 | $25,000 | $37,000 |
| جميع ناقلات المنتجات                                                | جميع ناقلات المنتجات | الكاريبي - الساحل الشرقي لأمريكا الشمالية أو خليج المكسيك | $24,550 | $25,240 | $21,400 | $11,000 | $11,000 | $12,000 | $21,000 |

يتأثر السوق بمجموعة متنوعة من المتغيرات مثل العرض والطلب على النفط وكذلك العرض والطلب على ناقلات النفط. تتضمن بعض المتغيرات الخاصة درجات الحرارة في فصل الشتاء، وزيادة حمولة الناقلات، وتقلبات الإمدادات في الخليج العربي، وانقطاع خدمات المصافي.
في عام 2006، تميل المواثيق الزمنية نحو المدى الطويل. من بين المواثيق الزمنية المنفذة في ذلك العام، كانت 58٪ لمدة 24 شهرًا أو أكثر، و 14٪ كانت لفترات من 12 إلى 24 شهرًا، و 4٪ كانت لفترات من 6 إلى 12 شهرًا، و 24٪ كانت لفترات أقل من 6 أشهر. منذ عام 2003، بدأ الطلب على السفن الجديدة في النمو، مما أدى في عام 2007 إلى تحطيم الأرقام القياسية في الطلبات المتراكمة لأحواض بناء السفن، متجاوزة قدرتها مع ارتفاع أسعار بناء السفن الجديدة كنتيجة لذلك. أدى ذلك إلى وفرة في السفن عندما انخفض الطلب عليها بسبب ضعف الاقتصاد العالمي وانخفاض الطلب على السفن بشكل كبير في الولايات المتحدة.
بلغ سعر الإيجار لناقلات النفط الخام الكبيرة جدًا، التي تحمل مليوني برميل من النفط، ذروته عند 309601 دولارًا يوميًا في عام 2007، لكنه انخفض إلى 7085 دولارًا يوميًا بحلول عام 2012، وهو أقل بكثير من تكاليف تشغيل هذه السفن. نتيجة لذلك، أرسى العديد من مشغلي الناقلات سفنهم بدون عمل. ارتفعت الأسعار بشكل كبير في عام 2015 وأوائل عام 2016، ولكن كان من المتوقع أن يؤدي تسليم ناقلات جديدة إلى إبقاء الأسعار تحت السيطرة.
من بين مالكي أساطيل ناقلات النفط الكبيرة:
- Teekay Corporation
- A P Moller Maersk
- DS Torm
- Frontline
- MOL Tankship Management
- Overseas Shipholding Group
- Euronav.[60]

## خصائص الأسطول
في عام 2005، شكلت ناقلات النفط 36.9٪ من أسطول العالم من حيث الوزن الساكن بالطن. ارتفع إجمالي الحمولة الساكنة لناقلات النفط في العالم من 326.1 مليون طن في عام 1970 إلى 960.0 مليون طن في عام 2005. وتمثل الحمولة الساكنة لناقلات النفط وحمولات البضائع الكتلية ما نسبته 72.9٪ من أسطول العالم.

### حركة البضائع
في عام 2005، تم شحن 2.42 مليار طن متري من النفط عن طريق الناقلات. 76.7٪ من هذا النفط كان نفطا خاما، والباقي من المنتجات البترولية المكررة. وشكل هذا 34.1٪ من إجمالي التجارة المنقولة بحراً لهذا العام. بدمج الكمية المنقولة والمسافة التي تم نقلها، نقلت ناقلات النفط 11705 مليار طن متري لمسافة ميل في عام 2005.
بالمقارنة، في عام 1970 تم شحن 1.44 مليار طن متري من النفط عن طريق الناقلات. وشكل هذا 34.1٪ من إجمالي التجارة المنقولة بحراً في ذلك العام. من حيث الكمية المنقولة والمسافة المنقولة، نقلت ناقلات النفط 6,487 مليار طن متري لمسافة ميل في عام 1970. تحتفظ الأمم المتحدة أيضًا بإحصائيات حول إنتاجية ناقلات النفط، مذكورة من حيث الأطنان المترية المنقولة لكل طن متري من الوزن الساكن بالإضافة إلى طن متري - ميل من النقل لكل طن متري من الحمولة الساكنة. في عام 2005، تم نقل 1 طن من الحمولة الساكنة بواسطة ناقلات النفط مقابل 6.7 طن متري من البضائع. وبالمثل، كان كل 1 طن من الحمولة الساكنة المنقول بواسطة ناقلات النفط لمسافة ميل تقابل نقل 32400 طن متري من البضائع لمسافة ميل.
كانت موانئ التحميل الرئيسية في عام 2005 تقع في غرب آسيا وغرب إفريقيا وشمال إفريقيا ومنطقة البحر الكاريبي ، حيث تم تحميل 196.3 و 196.3 و 130.2 و 246.6 مليون طن متري من البضائع في هذه المناطق. تقع موانئ التفريغ الرئيسية في أمريكا الشمالية وأوروبا واليابان حيث تم تفريغ 537.7 و 438.4 و 215.0 مليون طن متري من البضائع في هذه المناطق.

### دول العلم
يشترط القانون الدولي أن يتم تسجيل كل سفينة تجارية في دولة تسمى دولة العلم flag state. تمارس دولة علم السفينة رقابة تنظيمية على السفينة، وهي مطالبة بفحصها بانتظام، والتصديق على معدات السفينة وطاقمها، وإصدار وثائق السلامة ومنع التلوث. اعتبارًا من عام 2007، أحصت إحصائيات وكالة المخابرات المركزية الأمريكية 4295 ناقلة نفط بحمولة 1000 طن من الحمولة الساكنة أو أكبر في جميع أنحاء العالم. كانت بنما أكبر دولة علم لناقلات النفط في العالم، حيث سجلت 528 سفينة منها. ست دول علم أخرى لديها أكثر من 200 ناقلة نفط مسجلة هي: ليبيريا (464)، سنغافورة (355)، الصين (252)، روسيا (250)، جزر مارشال (234) وجزر الباهاما (209). أعلام بنما، وليبيريا، وجزر مارشال، وجزر الباهاما هي سجلات مفتوحة ويعتبرها الاتحاد الدولي لعمال النقل أعلام ملاءمة. وبالمقارنة، كان لدى الولايات المتحدة والمملكة المتحدة 59 و 27 ناقلة نفط مسجلة على التوالي.

### دورة حياة السفينة

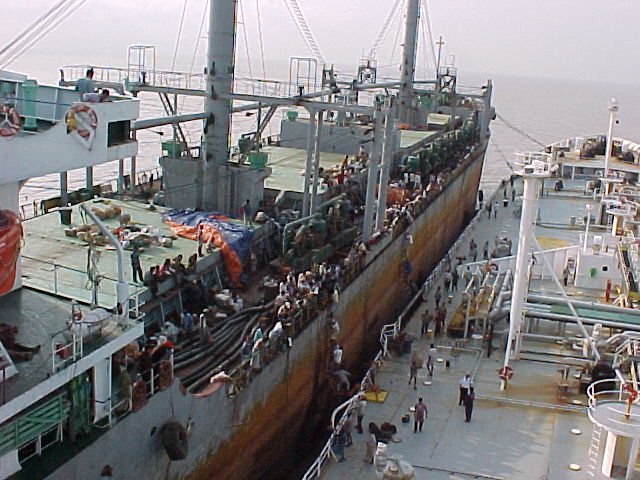
قد تحمل الناقلات شحنات غير عادية - مثل الحبوب - في رحلتها الأخيرة إلى ساحة الخردة.

في عام 2005، كان متوسط عمر ناقلات النفط في جميع أنحاء العالم 10 سنوات. ومن بين هؤلاء ، 31.6٪ كانوا دون 4 سنوات و 14.3٪ فوق 20 سنة. في عام 2005، تم بناء 475 ناقلة نفط جديدة. كان متوسط حجم هذه الناقلات الجديدة يعادل 30.7 مليون طن حمولة ساكنة. تسعة عشر منها كانت بحجم ناقلات النفط الضخمة جدا، و 19 منها كانت من النوع المتوافق مع مواصفات قناة السويس، و 51 ناقلة منها كانت من النوع المتوافق مع معايير أفرا والمعروفة بناقلات أفراماكس، والباقي كانت تصاميم أصغر. وبالمقارنة، إن السعة الإجمالية لناقلات النفط المبنية بلغت 8 ملايين طن حمولة ساكنة، و 8.7 مليون طن حمولة ساكنة، و 20.8 مليون طن حمولة ساكنة في أعوام 1980 و 1990 و 2000 على التوالي.
يتم إخراج السفن بشكل عام من الأسطول من خلال عملية تعرف باسم التخريد أو تحويلها إلى خردة. يتفاوض مالكو السفن والمشترين على أسعار الخردة بناءً على عوامل مثل الوزن الفارغ للسفينة (يُسمى إزاحة الطن الخفيف (بالإنجليزية: Light Ton Displacement أو اختصارا LDT)‏) والأسعار في سوق الخردة المعدنية. في عام 1998، خضع ما يقرب من 700 سفينة لعملية التخريد في كاسحات السفن في أماكن مثل جاداني وألانج وتشيتاجونج. في عامي 2004 و 2005، تم تخريد ما مجموعه 7.8 مليون طن حمولة ساكنة و 5.7 مليون طن حمولة ساكنة على التوالي من ناقلات النفط. بين عامي 2000 و 2005، تراوحت سعة ناقلات النفط التي تم التخلص منها سنويًا بين 5.6 مليون طن حمولة ساكنة و 18.4 مليون طن حمولة ساكنة. في نفس الإطار الزمني، شكلت الناقلات ما بين 56.5٪ و 90.5٪ من إجمالي حمولة السفن الخردة في العالم. في هذه الفترة، تراوح متوسط عمر ناقلات النفط المخردة من 26.9 إلى 31.5 عامًا.

### تسعير السفينة
في عام 2005، كان سعر ناقلات النفط الجديدة في نطاقات 32.000-45.000 طن حمولة ساكنة و 80.000-105.000 طن حمولة ساكنة و 250.000-280.000 طن حمولة ساكنة 43 مليون دولار أمريكي و 58 مليون دولار أمريكي و 120 مليون دولار أمريكي على التوالي. في عام 1985 كانت تكلفة هذه السفن 18 مليون دولار و 22 مليون دولار و 47 مليون دولار على التوالي.
| حجم ناقلة النفط مقدرا بطن الحمولة السكنة | سعر ناقلة النفط في عام 1985 | سعر ناقلة النفط في عام 2005 |
| ---------------------------------------- | --------------------------- | --------------------------- |
| 32,000–45,000                            | US$18M                      | $43M                        |
| 80,000–105,000                           | $22M                        | $58M                        |
| 250,000–280,000                          | $47M                        | $120M                       |

غالبًا ما تُباع ناقلات النفط مستعملة. في عام 2005، تم بيع ناقلات نفط مستعملة بلغ مجموع سعاتها ما يعادل 27.3 مليون طن حمولة ساكنة.
تتضمن بعض الأسعار التمثيلية لتلك السنة:
- 42.5 مليون دولار لناقلة سعتها 40.000 طن حمولة ساكنة.
- 60.7 مليون دولار لناقلة سعتها تتراوح بين 80.000-95.000 طن حمولة ساكنة.
- 73 مليون دولار لناقلة سعتها تتراوح بين 130.000 إلى 150.000 طن حمولة ساكنة.
- 116 مليون دولار لناقلة سعتها تتراوح بين 250.000-280.000 طن حمولة ساكنة.[78]

على سبيل المثال الملموس ، في عام 2006، دفعت شركة First Olsen التابعة لشركة Bonheur مبلغ 76.5 مليون دولار أمريكي مقابل ناقلة Knock Sheen، التي تبلغ سعتها 159.899 طن حمولة ساكنة.
تتراوح تكلفة تشغيل أكبر الناقلات، ناقلات النفط الخام الضخمة جدًا، حاليًا بين 10000 دولار و 12000 دولار يوميًا.

## التصميم الإنشائي الحالي
تحتوي ناقلات النفط بشكل عام على 8 إلى 12 خزانًا. يتم تقسيم كل خزان إلى حجرتين أو ثلاث حجرات مستقلة بواسطة حواجز أمامية وخلفية. يتم ترقيم الصهاريج مع وجود الخزان الأول في المقدمة. يُشار إلى الحجرات الفردية برقم الخزان وموضعه على السفينة، مثل «واحد منفذ one port» أو «ثلاثة يمين three starboard» أو «ستة مركز six center».
سد الحاجز cofferdam عبارة عن مساحة صغيرة تُترك مفتوحة بين حاجزين لتوفير الحماية من الحرارة أو الحريق أو الاصطدام. تحتوي الناقلات عمومًا على سدود حاجز أمامية وخلفية لخزانات الشحن ، وأحيانًا بين الخزانات الفردية. تحتوي غرفة الضخ pumprooms على جميع المضخات المتصلة بخطوط شحن الناقلة. تحتوي بعض الناقلات الكبيرة على غرفتي ضخ. تمتد غرفة الضخ بشكل عام على العرض الكلي للسفينة.

### تصاميم الهيكل

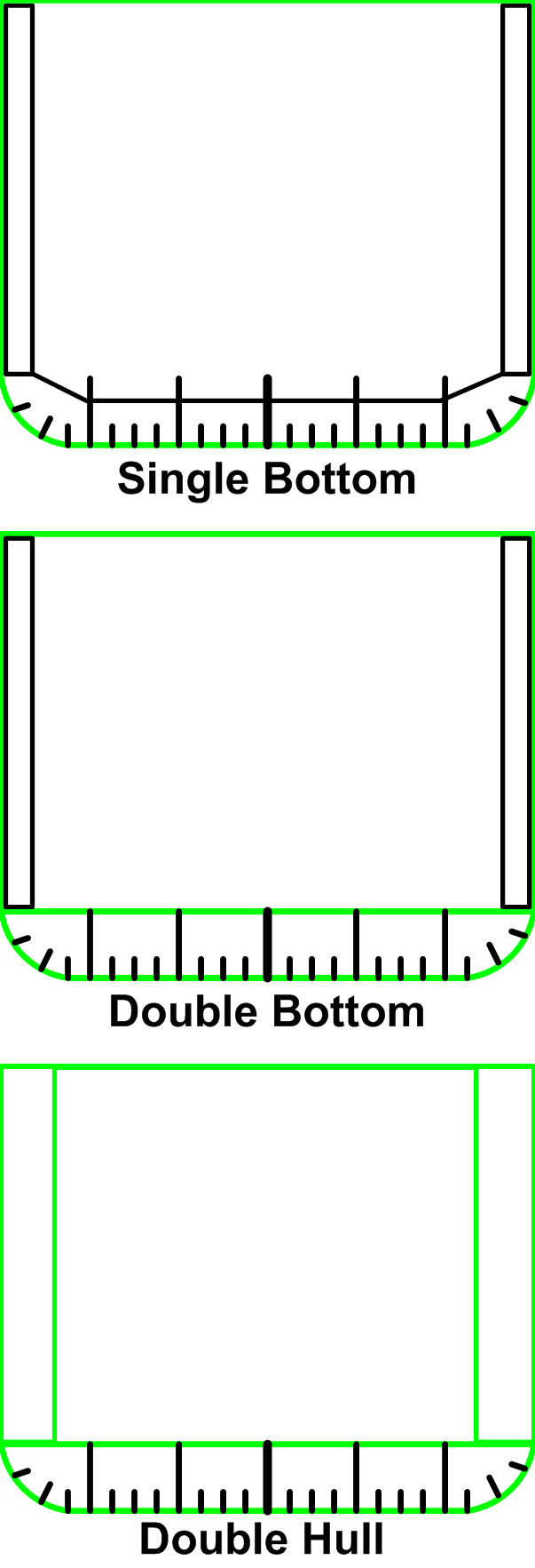
المقاطع العرضية للسفن:
- قاع واحد
- قاع مزدوج
- هيكل مزدوج.
الخطوط الخضراء مانعة لتسرب الماء. البنية السوداء ليست مانعة لتسرب الماء

يعد تصميم الهيكل أو البنية الخارجية أحد المكونات الرئيسية لبنية الناقلة. يقال إن الناقلة ذات الغلاف الخارجي الوحيد بين المنتج والمحيط هي «أحادية الهيكل». معظم الصهاريج الجديدة «مزدوجة الهيكل double hulled»، مع وجود مساحة إضافية بين الهيكل وخزانات التخزين. تجمع التصاميم الهجينة مثل «القاع المزدوج» و «الوجهين» بين جوانب التصاميم المفردة والمزدوجة الهيكل. سيتم التخلص التدريجي من جميع الناقلات أحادية الهيكل في جميع أنحاء العالم بحلول عام 2026، وفقًا للاتفاقية الدولية لمنع التلوث من السفن International Convention for the Prevention of Pollution from Ships لعام 1973 (ماربول). قررت الأمم المتحدة التخلص التدريجي من ناقلات النفط ذات الهيكل الواحد بحلول عام 2010.
في عام 1998، أجرى المجلس البحري التابع للأكاديمية الوطنية للعلوم مسحًا لخبراء الصناعة فيما يتعلق بإيجابيات وسلبيات تصميم الهيكل المزدوج. تتضمن بعض مزايا تصميم الهيكل المزدوج التي تم ذكرها:
- سهولة التعامل مع ثقل الموازنة ballasting (الصابورة) في حالات الطوارئ ،[85]
- تقليل استخدام المياه المالحة كثقل موازنة في صهاريج الحمولة مما يقلل التآكل ،[86]
- حماية البيئة المتزايدة ،[86]
- تصريف الحمولة أسرع ، أكثر اكتمالاً وسهولة ،[86]
- غسل الخزان هو أكثر كفاءة ،[86]
- وحماية أفضل في حالات التصادمات الخفيفة والانجراف نحو الشاطئ.[86]

يسرد نفس التقرير ما يلي باعتباره بعض العيوب في تصميم الهيكل المزدوج ، بما في ذلك:
- ارتفاع تكاليف البناء ،[87]
- مصاريف تشغيل أكبر (على سبيل المثال ، التعريفات المرتفعة للقناة والموانئ)،[87]
- الصعوبات في تهوية خزان ثقل الموازنة،[87]
- حقيقة أن صهاريج ثقل الموازنة تحتاج إلى مراقبة وصيانة مستمرة ،[87]
- سطح حر عرضي متزايد ،[87]
- عدد أكبر من الأسطح التي يجب صيانتها ،[87]
- خطر حدوث انفجارات في مساحات مزدوجة الهيكل إذا لم يتم تركيب نظام كشف البخار ،[88]
- وأن تنظيف صهاريج ثفل الموازنة هو أكثر صعوبة بالنسبة للسفن ذات الهيكل المزدوج.[88]

بشكل عام ، يُقال إن الناقلات مزدوجة الهيكل أكثر أمانًا من الناقلات ذات الهيكل المفرد في حادثة الانجراف إلى الشاطئ grounding incident، خاصةً عندما لا يكون الشاطئ صخريًا للغاية. تكون فوائد السلامة أقل وضوحًا على السفن الكبيرة وفي حالات الاصطدام عالي السرعة.
على الرغم من أن تصميم الهيكل المزدوج يتفوق في الخسائر في حالات الارتطامات منخفضة الطاقة ويمنع الانسكاب في الإصابات الصغيرة ، إلا أنه في حالات الخسائر عالية الطاقة حيث يتم اختراق كلا الهيكلين ، يمكن أن يتسرب النفط عبر الهيكل المزدوج إلى البحر ويمكن أن يحدث الانسكاب من ناقلة مزدوجة الهيكل أعلى بكثير من التصميمات مثل ناقلة الطوابق الوسطى mid-deck tanker وناقلة البيض كولومبي Coulombi egg tanker وحتى ناقلة ما قبل ماربول pre-MARPOL tanker، حيث تحتوي الأخيرة على عمود نفط منخفض وتصل إلى التوازن الهيدروستاتيكي في وقت أقرب.

### نظام الغاز الخامل
يعد نظام الغاز الخامل لناقلة النفط أحد أهم أجزاء تصميمها. من الصعب جدًا اشتعال زيت الوقود نفسه ، لكن أبخرته الهيدروكربونية hydrocarbon vapors تكون متفجرة عند مزجها مع الهواء بتركيزات معينة. الغرض من النظام هو خلق جو داخل الخزانات لا يمكن أن تحترق فيه أبخرة الزيت الهيدروكربوني.
عند إدخال غاز خامل في خليط من أبخرة الهيدروكربون والهواء ، فإنه يزيد من الحد الأدنى للاشتعال lower flammable limit أو أدنى تركيز يمكن عنده اشتعال الأبخرة. في الوقت نفسه ، يقلل من الحد الأعلى للاشتعال upper flammable limit أو أعلى تركيز يمكن عنده اشتعال الأبخرة. عندما ينخفض التركيز الكلي للأكسجين في الخزان إلى حوالي 11٪ ، تتقارب الحدود العلوية والسفلية القابلة للاشتعال ويختفي النطاق القابل للاشتعال.
توفر أنظمة الغاز الخامل الهواء بتركيز أكسجين أقل من 5٪ من حيث الحجم. عندما يتم ضخ الخزان إلى الخارج ، يتم ملئه بغاز خامل ويتم الاحتفاظ به في هذه الحالة الآمنة حتى يتم تحميل الشحنة التالية. الاستثناء هو في الحالات التي يجب فيها إدخال الخزان. يتم تحقيق التفريغ الآمن للغاز في الخزان من خلال تطهير أبخرة الهيدروكربون بغاز خامل حتى يقل تركيز الهيدروكربون داخل الخزان عن 1٪. وبالتالي ، عندما يحل الهواء محل الغاز الخامل ، لا يمكن أن يرتفع التركيز إلى الحد الأدنى القابل للاشتعال ويكون آمنًا.

## عمليات الحمولة

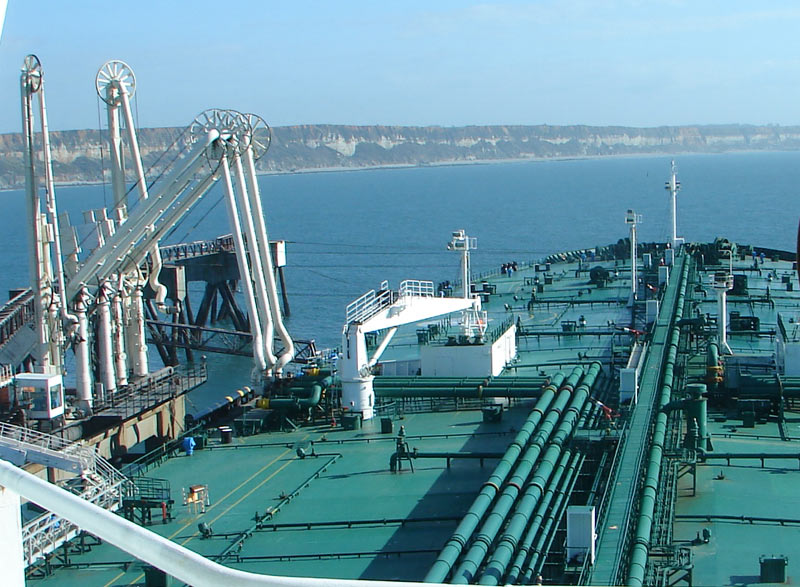
تتدفق البضائع بين ناقلة النفط ومحطة ساحلية عن طريق أذرع التحميل البحرية المثبتة في مجمع شحن الناقلة.

العمليات على متن ناقلات النفط محكومة بمجموعة من أفضل الممارسات ومجموعة كبيرة من القانون الدولي. يمكن نقل البضائع من ناقلة النفط أو الخروج منها بعدة طرق. إحدى الطرق هي أن ترسو السفينة بجانب الرصيف ، وتتصل بخراطيم الشحن أو أذرع التحميل البحرية. وهناك طريقة أخرى تتضمن الإرساء على العوامات البحرية offshore buoys، مثل رسو النقطة الواحدة single point mooring، وإنشاء وصلة شحن عبر خراطيم الشحن تحت الماء. الطريقة الثالثة هي النقل من سفينة إلى أخرى ، والمعروف أيضًا باسم التخفيف lightering. في هذه الطريقة ، تأتي سفينتان جنبًا إلى جنب في عرض البحر ويتم نقل النفط إلى مشعب عبر خراطيم مرنة. تستخدم طريقة التخفيف lightering أحيانًا عندما تكون الناقلة المحملة كبيرة جدًا لدخول منفذ معين.

### التحضير قبل النقل
قبل أي نقل للبضائع ، يجب على كبير الضباط chief officer وضع خطة نقل تفصّل تفاصيل العملية مثل كمية البضائع التي سيتم نقلها ، والخزانات التي سيتم تنظيفها ، وكيف سيتغير ثقل موازنة السفينة. الخطوة التالية قبل النقل هي مؤتمر ما قبل النقل. يغطي مؤتمر ما قبل النقل قضايا مثل المنتجات التي سيتم نقلها ، وترتيب الحركة ، وأسماء وألقاب الأشخاص الرئيسيين ، وتفاصيل معدات السفن والشاطئ ، والحالات الحرجة للنقل ، واللوائح السارية ، وإجراءات الطوارئ واحتواء الانسكاب ، والمشاهدة وترتيبات التحول ، وإجراءات الإغلاق.
بعد انتهاء المؤتمر ، يقوم الشخص المسؤول على السفينة والمسؤول عن التثبيت على الشاطئ بالاطلاع على قائمة فحص نهائية للفحص. في الولايات المتحدة ، تسمى القائمة المرجعية إعلان التفتيش Declaration of Inspection اختصارا DOI. خارج الولايات المتحدة ، يُطلق على المستند اسم «قائمة التحقق من سلامة السفينة / الشاطئ Ship/Shore Safety Checklist». تتضمن العناصر الموجودة في قائمة التحقق إشارات وعلامات مناسبة معروضة ، الإرساء آمن للسفينة ، اختيار لغة للتواصل ، تأمين جميع الوصلات ، أن معدات الطوارئ في مكانها ، وأنه لا توجد أعمال إصلاح جارية.

### تحميل الحمولة

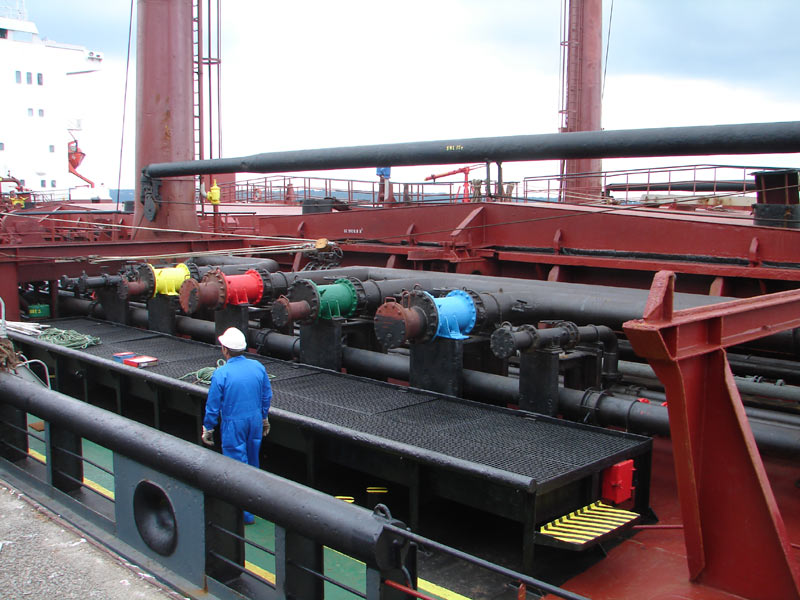
يتم ضخ النفط داخل وخارج السفينة عن طريق الوصلات التي يتم إجراؤها في مجمع الشحن

يتكون تحميل ناقلة النفط بشكل أساسي من ضخ البضائع في خزانات السفينة. عندما يدخل الزيت إلى الخزان ، يجب طرد الأبخرة الموجودة داخل الخزان بطريقة ما. اعتمادًا على اللوائح المحلية ، يمكن طرد الأبخرة في الغلاف الجوي أو تصريفها مرة أخرى إلى محطة الضخ عن طريق خط استرداد البخار. ومن الشائع أيضًا أن تقوم السفينة بتحريك ثقل موازة الماء أثناء تحميل البضائع للحفاظ على التوازن والتقليم trim المناسب. يبدأ التحميل ببطء عند ضغط منخفض للتأكد من أن المعدات تعمل بشكل صحيح وأن التوصيلات آمنة. ثم يتم تحقيق ضغط ثابت ويتم الاحتفاظ به حتى مرحلة «الإغلاق» عندما تكون الخزانات ممتلئة تقريبًا. يعتبر البدء وقتًا خطيرًا للغاية في التعامل مع النفط، ويتم التعامل مع الإجراء بعناية خاصة. تُستخدم معدات قياس الخزان لإخبار الشخص المسؤول عن مقدار المساحة المتبقية في الخزان ، ولجميع الناقلات طريقتان مستقلتان على الأقل لقياس الخزان. عندما تمتلئ الناقلة ، يفتح أفراد الطاقم الصمامات ويغلقونها لتوجيه تدفق المنتج والحفاظ على اتصال وثيق مع مرفق الضخ لتقليل تدفق السائل وصولا لإيقافه في النهاية.

### تفريغ الحمولة

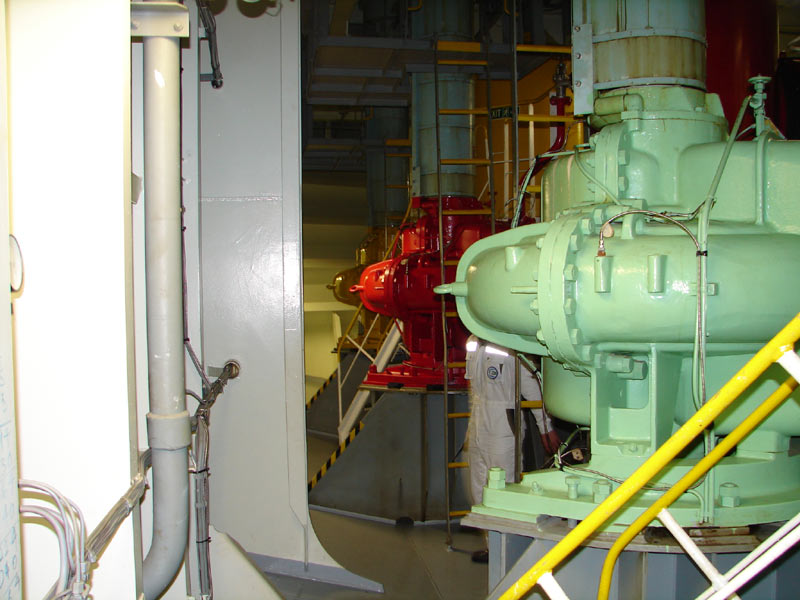
يمكن لمضخة الشحن هذه الموجودة على متن ناقلة النفط الضخمة جدا VLCC نقل 5000 متر مكعب من المنتج في الساعة.

تشبه عملية تفريغ النفط من ناقلة النفط عملية تحميل النفط إليها، ولكن هناك بعض الاختلافات الرئيسية. تتمثل الخطوة الأولى في العملية في اتباع نفس إجراءات النقل المسبقة المستخدمة في التحميل. عندما يبدأ التفريغ، يتم استخدام مضخات الحمولة الخاصة بالسفينة لنقل المنتج إلى الشاطئ. كما هو الحال في التحميل ، يبدأ التفريغ بضغط منخفض للتأكد من أن المعدات تعمل بشكل صحيح وأن التوصيلات آمنة. ثم يتم تحقيق ضغط ثابت ويتم الاحتفاظ به أثناء العملية. أثناء الضخ ، تتم مراقبة مستويات الخزان بعناية ويتم مراقبة المواقع الرئيسية ، مثل التوصيل في مجمع الشحن وغرفة ضخ السفينة باستمرار. بتوجيه من الشخص المسؤول ، يقوم أفراد الطاقم بفتح وإغلاق الصمامات لتوجيه تدفق المنتج والحفاظ على اتصال وثيق مع مرفق الاستقبال لتقليل تدفق السائل وصولا لإيقافه أخيرًا.

### تنظيف خزانات ناقلة النفط
يجب تنظيف الخزانات في ناقلة النفط من وقت لآخر لأسباب مختلفة. أحد الأسباب هو تغيير نوع المنتج المحمول داخل الخزان. أيضًا ، عندما يتعين فحص الخزانات أو إجراء الصيانة داخل الخزان ، فلا يجب تنظيفها فحسب ، بل يجب جعلها خالية من الغاز gas-free.
في معظم ناقلات النفط الخام ، يعتبر نظام غسيل النفط الخام crude oil washing الخاص (COW) جزءًا من عملية التنظيف. يقوم نظام غسيل النفط الخام COW بتدوير جزء من الحمولة من خلال نظام تنظيف الخزان الثابت لإزالة الشمع والرواسب الأسفلتية. يتم غسل الخزانات التي تحمل حمولات أقل لزوجة بالماء. تستخدم على نطاق واسع آلات تنظيف الخزانات المؤتمتة الثابتة والمحمولة automated tank cleaning machines، والتي تنظف الخزانات بنفاثات مائية عالية الضغط. تستخدم بعض الأنظمة نفاثات مائية دوارة ذات ضغط عالٍ لرش الماء الساخن على جميع الأسطح الداخلية للخزان. أثناء عملية الرش ، يتم ضخ السائل خارج الخزان.

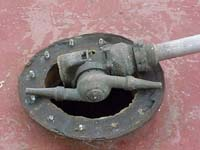
The nozzle of an automated tank cleaning machine

بعد تنظيف الخزان ، بشرط أن يكون جاهزًا للدخول ، سيتم تطهيره. يتم التطهير عن طريق ضخ الغاز الخامل في الخزان حتى يتم طرد الهيدروكربونات بشكل كافٍ. بعد ذلك ، يتم تحرير الخزان من الغاز gas freed والذي يتم تحقيقه عادةً عن طريق نفخ الهواء النقي في الفضاء باستخدام منفاخ هواء محمول يعمل بالطاقة أو يعمل بالماء. «تحرير الغاز Gas freeing» يجعل محتوى الأكسجين في الخزان يصل إلى 20.8٪ O2. يضمن المخزن المؤقت للغاز الخامل بين أجواء الوقود والأكسجين أنهما غير قادرين على الاشتعال. يقوم الأفراد المدربون بشكل خاص بمراقبة الغلاف الجوي للخزان، وغالبًا ما يستخدمون مؤشرات الغاز المحمولة التي تقيس النسبة المئوية للهيدروكربونات الموجودة. بعد أن يصبح الخزان خاليًا من الغاز ، يمكن تنظيفه يدويًا في عملية يدوية تعرف باسم الجرف mucking. يتطلب الجرف بروتوكولات للدخول إلى الأماكن المحصورة confined spaces، والملابس الواقية protective clothing، ومراقبي السلامة المعينين ، وربما استخدام أجهزة التنفس الخاصة بالطيران airline respirators.

## ناقلات النفط ذات الاستخدام الخاص

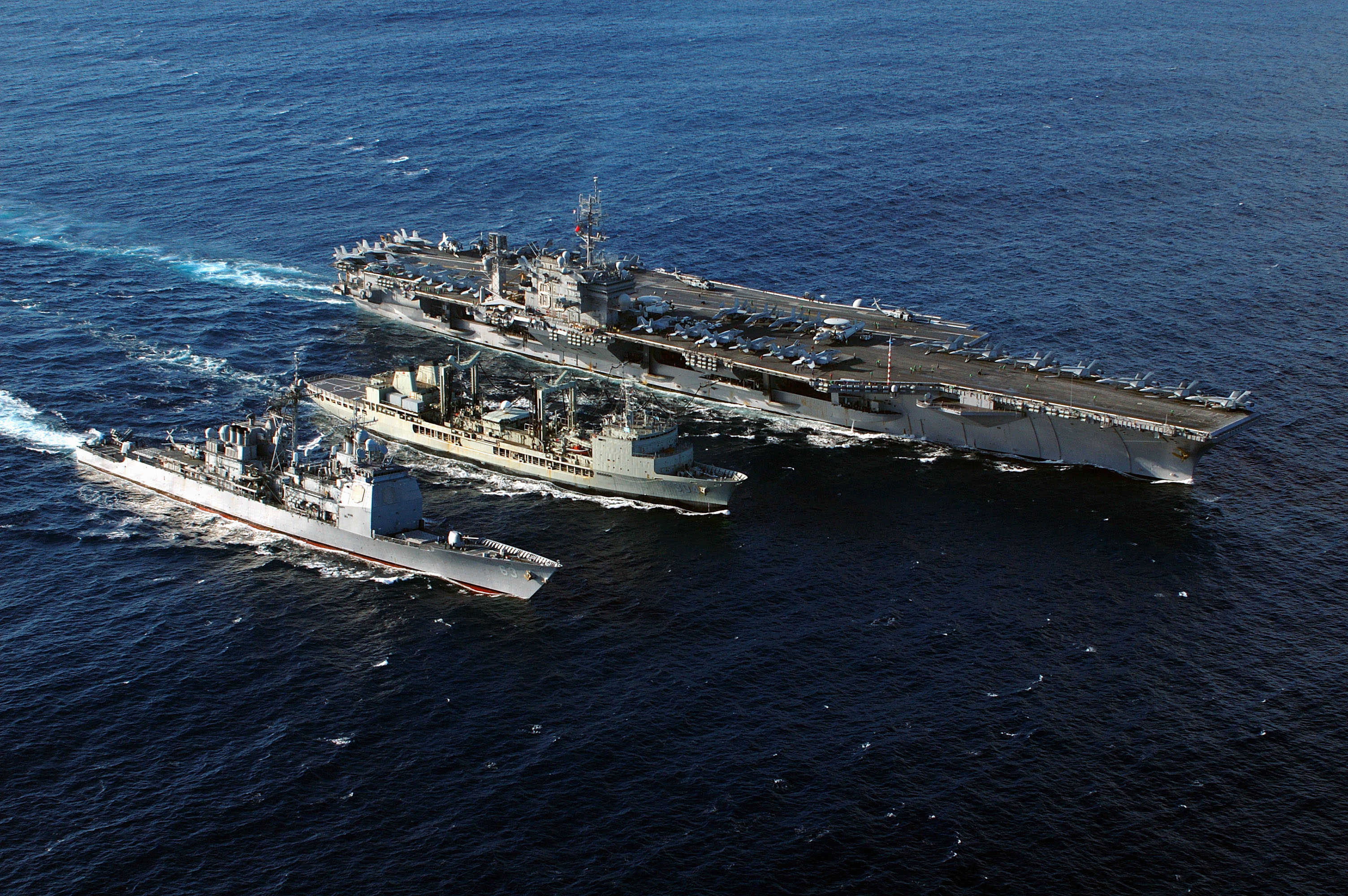
سفينة الإمداد HMAS تزود بالوقود كل من حاملة الطائرات USS Kitty Hawk والطراد USS Cowpens.

تطورت بعض الأنواع الفرعية لناقلات النفط لتلبية الاحتياجات العسكرية والاقتصادية المحددة. تشمل هذه الأنواع الفرعية:
- سفن الإمداد البحري ،
- ناقلات النفط المركبة OBO: بالإنكليزية oil-bulk-ore combination carriers : تستطيع نقل النفط oil - الكتل bulk- خام المعادن ore .
- وحدات التخزين والتفريغ العائمة floating storage and offloading units اختصارا (FSOs)
- وحدات تخزين وتفريغ الإنتاج العائمة floating production storage and offloading units اختصارا (FPSOs).

### سفن الإمداد البحري
المعروفة باسم مزودات النفط oilers في الولايات المتحدة وناقلات الأسطول fleet tankers في دول الكومنولث ، هي سفن يمكنها توفير المنتجات النفطية للسفن البحرية أثناء التنقل. هذه العملية ، التي تسمى الإمداد الجاري underway replenishment، وهي تطيل من الفترة الزمنية التي يمكن للسفينة البحرية البقاء فيها في البحر، بالإضافة إلى النطاق الفعال لها. قبل التجديد الجاري underway replenishment، كان على السفن البحرية أن تدخل ميناء أو مرسى للتزود بالوقود. بالإضافة إلى الوقود ، يمكن لسفن الإمداد أيضًا أن توفر المياه والذخيرة والحصص الغذائية والمخازن والأفراد.

### ناقلة النفط المركبة OBO

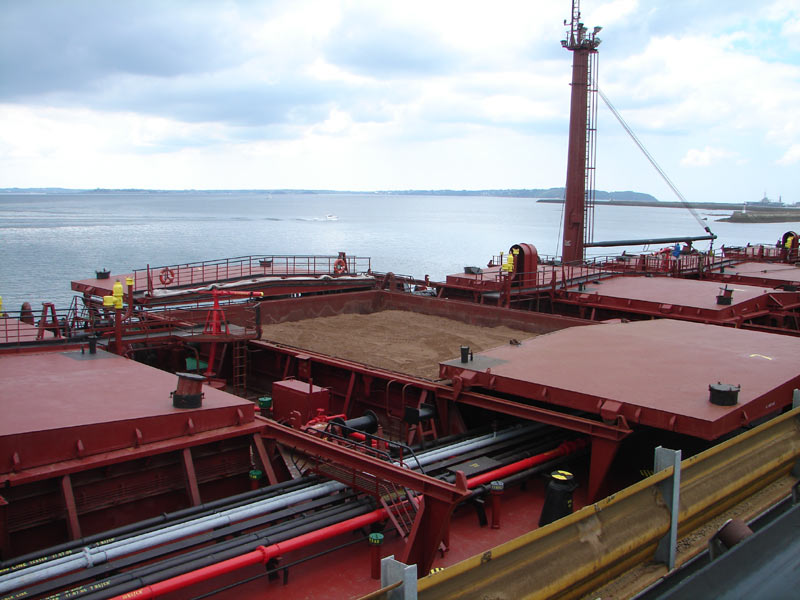
The OBO-carrier Mayaناقلة النفط المركبة OBO المسماة مايا Maya. تُظهر الصورة كلاً من فتحات تخزين البضائع المستخدمة في نقل البضائع السائبة والأنابيب المستخدمة من أجل النفط

ناقلات النفط المركبة oil-bulk-ore combination carriers اختصارا OBO: تستطيع نقل النفط oil - البضائع السائبة bulk- خام المعادن ore .
هي سفينة مصممة لتكون قادرة على نقل البضائع السائبة الرطبة أو الجافة. يهدف هذا التصميم إلى توفير المرونة بطريقتين. أولاً ، ستكون ناقلة النفط OBO قادرًة على التبديل بين التجارة بالجملة الجافة والرطبة بناءً على ظروف السوق. ثانيًا ، يمكن أن تحمل ناقلة النفط OBO النفط في إحدى مراحل الرحلة وتعود حاملة البضائع السائبة الجافة (على سبيل المثال النفط الخام من الشرق الأوسط وخام الحديد والفحم من أستراليا وجنوب إفريقيا والبرازيل)، مما يقلل من عدد رحلات الموازنة ballast voyages غير المربحة التي يتعين عليها القيام بها.
يستخدم ثقل الموازنة (المعروف بالصابورة) في السفن لتوفير لحظة لمقاومة القوى الجانبية على بدن السفينة. تميل القوارب المحملة بشكل غير كافٍ إلى الميل أو الكعب بشكل مفرط في الرياح العاتية. قد يؤدي ارتفاع الكعب إلى انقلاب القارب / السفينة. إذا احتاجت سفينة شراعية إلى السفر بدون حمولة ، فسيتم تحميل ثقل موازنة (صابورة) ذات قيمة قليلة أو معدومة للحفاظ على السفينة في وضع مستقيم. سيتم بعد ذلك التخلص من بعض أو كل هذا الصابورة عند تحميل البضائع.
من الناحية العملية ، فإن المرونة التي يسمح بها تصميم الناقلة OBO لم يتم استخدامها إلى حد كبير ، حيث تميل هذه السفن إلى التخصص إما في التجارة السائلة أو الجافة. أيضا، هذه السفن لديها مشاكل صيانة مستوطنة. من ناحية، نظرًا لتصميم أقل تخصصًا ، تعاني الناقلة المركبة OBO من البلى أثناء تحميل البضائع الجافة أكثر من سفينة شحن مخصصة للبضائع السائبة bulker. من ناحية أخرى ، تميل مكونات نظام الشحن السائل ، من المضخات إلى الصمامات إلى الأنابيب ، إلى تطوير مشاكل عند تعرضها لفترات من عدم الاستخدام.] وقد ساهمت هذه العوامل في الانخفاض المطرد في عدد سفن الناقلات المركبة OBO في جميع أنحاء العالم منذ السبعينيات.
واحدة من أكثر الناقلات المركبة OBO شهرة كانت الناقلة ديربي شاير MV Derbyshire التي تبلغ سعتها 180.000 طن حمولة ساكنة DWT والتي أصبحت في أيلول 1980 أكبر سفينة بريطانية تفقد في البحر. وقد غرقت في إعصار تيفون في المحيط الهادئ بينما كانت تحمل شحنة من خام الحديد iron ore من كندا إلى اليابان.

### وحدات التخزين العائمة

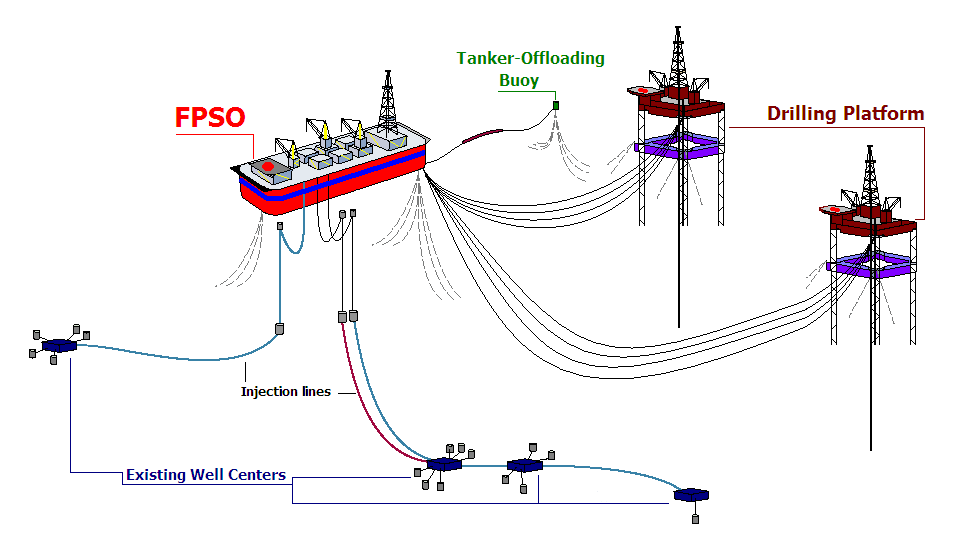
تعمل وحدات التخزين العائمة وهي غالبًا ما تكون ناقلات نفط سابقة بتجميع النفط للناقلات لاسترداده.

تُستخدم وحدات التخزين والتفريغ العائمة (FSO) في جميع أنحاء العالم من قبل صناعة النفط البحرية لاستقبال النفط من المنصات القريبة وتخزينه حتى يمكن تفريغه على ناقلات النفط. نظام مشابه ، وحدة تخزين وتفريغ الإنتاج العائم (FPSO)، لديه القدرة على معالجة المنتج أثناء وجوده على ظهر المركب. تقلل هذه الوحدات العائمة من تكاليف إنتاج النفط وتوفر إمكانية التنقل وسعة تخزين كبيرة وتنوع في الإنتاج. غالبًا ما يتم إنشاء FPSO و FSOs من ناقلات نفط قديمة ، ولكن يمكن تصنيعها من هياكل مبنية حديثًا  استخدمت شركة شل إسبانيا Shell España ناقلة نفط FPSO لأول مرة في آب 1977. مثال على FSO التي كانت ناقلة نفط هي Knock Nevis. عادة ما يتم إرساء هذه الوحدات في قاع البحر من خلال نظام إرساء منتشر. يمكن استخدام نظام إرساء على شكل برج في المناطق المعرضة لظروف الطقس القاسي. يتيح نظام البرج هذا تدوير الوحدة لتقليل آثار انتفاخ البحر sea-swell والرياح.
إن انتفاخ البحر sea-swell هو تعبير مستخدم في سياق المحيط أو البحر أو البحيرة ، وهو سلسلة من الموجات الميكانيكية التي تنتشر على طول الواجهة الفاصلة بين الماء والهواء ، وبالتالي يشار إليها غالبًا باسم الموجات الجاذبية السطحية.

## التلوث
تسرب النفط له آثار مدمرة على البيئة. يحتوي الزيت الخام على الهيدروكربونات العطرية متعددة الحلقات (PAHs) التي يصعب تنظيفها وتتراكم لسنوات في الرواسب والبيئة البحرية. يمكن أن تسبب الهيدروكربونات العطرية متعددة الحلقات بمشاكل في النمو وقابلية للأمراض ودورات تكاثر غير طبيعية في الأنواع البحرية التي تتعرض لها باستمرار.

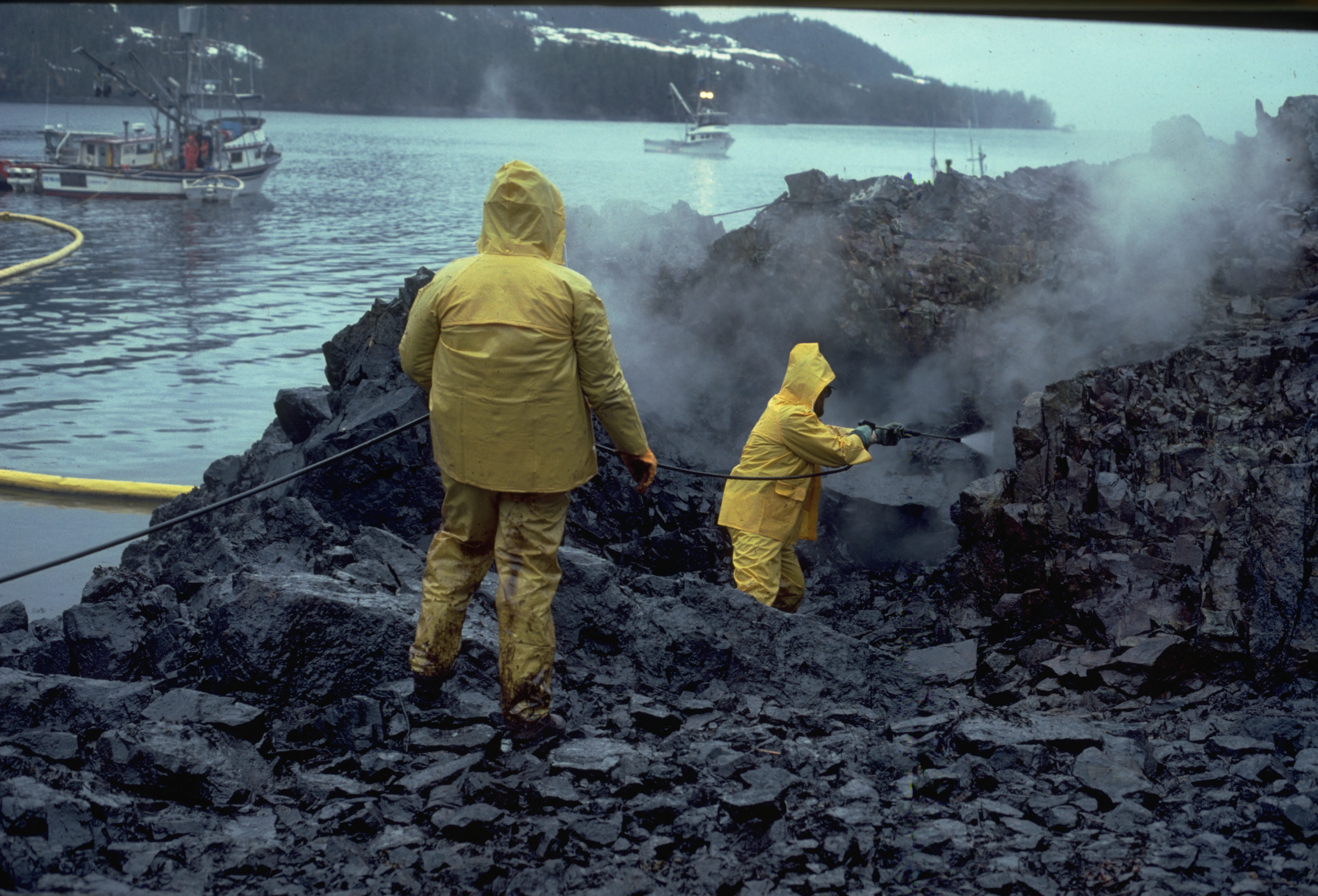
تسرب النفط من الناقلة إيكسون فالديز بما يقارب 10.8 مليون جالون أمريكي (41000 متر مكعب) من النفط في منطقة لسان برينس وليام البحري في ألاسكا.

قد تشكل ناقلات النفط الحديثة خطراً على البيئة بسبب حجم النفط الذي تنقله. على سبيل المثال يمكن أن تحمل ناقلة النفط العملاقة مليوني برميل (320,000 متر مكعب) من النفط الخام أي ما يعادل ثمانية أضعاف الكمية التي تسربت في حادثة إكسون فالديز المشهورة على نطاق واسع، وهو الحادث الذي وقع في آذار 1989 عندما جنحت الناقلة وتسرب منها 10,800,000 جالون أمريكي من النفط (41000 م3) في المحيط، وعلى الرغم من الجهود التي بذلها العلماء والمديرين والمتطوعين فقد مات أكثر من 400,000 من الطيور البحرية وحوالي 1,000 من الثعالب البحرية وأعداد هائلة من الأسماك. ومع ذلك تجادل نقابات مالكي الناقلات غالبا بأن سجل السلامة ممتاز بالنظر لحجم النفط المنقول عن طريق البحر، إذ لم ينسكب سوى جزء ضئيل من شحنات النفط المنقولة. ووفقًا للرابطة الدولية لمالكي الناقلات المستقلين كانت الانسكابات النفطية العرضية في هذا العقد عند مستويات منخفضة قياسية - حوالي ثلث حوادث العقد السابق وعُشر الحوادث في السبعينيات - في وقت تضاعفت فيه كمية النفط المنقولة أكثر من الضعف منذ منتصف الثمانينيات.
تعتبر ناقلات النفط المصدر الوحيد لتسرب النفط. وفقًا لحرس السواحل الأمريكي كان 35.7٪ من حجم النفط المتسرب في الولايات المتحدة في الفترة من 1991 إلى 2004 مصدره من الناقلات (السفن / الصنادل)، و 27.6٪ من المنشآت وغيرها من غير السفن ، و19.9٪ من السفن غير الناقلات و9.3٪ من خطوط الأنابيب 7.4٪ تسربات نفطية مجهولة المصدر. إن 5٪ فقط من التسربات الفعلية تسببت بها ناقلات النفط ، بينما 51.8٪ من التسربات مصدرها أنواع أخرى من السفن. أظهرت إحصائيات مفصلة نشرت عام 2004 أن الناقلات مسؤولة إلى حد ما عن أقل من 5٪ من إجمالي التسربات ولكن أكثر من 60٪ من حجم التسرب. تعتبر حالات تسرب النفط من الناقلات أكثر ندرة ولكنها أكثر خطورة بكثير من التسربات من السفن غير الناقلة للنفط.

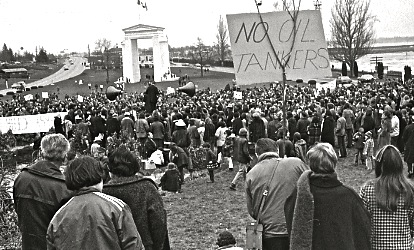
مظاهرة في كندا عام 1970 ضد استخدام ناقلات النفط.

تتبع اتحاد التلوث الدولي لمالكي الناقلات 9,351 حادث تسرب نفطي حدثت منذ عام 1974. ووفقًا لهذه الدراسة كانت معظم حالات التسرب ناتجة عن عمليات روتينية مثل تحميل البضائع وتفريغ الشحنات واستخدام زيت الوقود. و91٪ من حالات التسرب كانت طفيفة ونتج عنها تسرب أقل من 7 أطنان مترية للحادث الواحد. من ناحية أخرى كانت حوادث التسرب الناتجة عن حوادث مثل الاصطدام وحالات انجراف ناقلات النفط نحو الشواطئ وتلف هيكل الناقلة والانفجارات أكبر بكثير، حيث نتج عن 84٪ منها خسائر تزيد عن 700 طن متري.
بعد حادث تسرب النفط من ناقلة النفط إيكسون فالديز (Exxon Valdez)، أقرت الولايات المتحدة قانون التلوث النفطي لعام 1990 [الإنجليزية] ويعرف اختصارا (OPA-90)، والذي يحظر على ناقلات النفط أحادية الهيكل والتي يبلغ وزنها الإجمالي 5000 طن أو أكثر من دخول المياه الأمريكية بدءًا من عام 2010، باستثناء تلك التي لديها قاع مزدوج أو جوانب مزدوجة والتي قد يُسمح لها بالتجارة مع الولايات المتحدة حتى عام 2015 اعتمادًا على عمرها. بعد غرق ناقلة النفط إريكا عام 1999 وناقلة النفط بريستيج عام 2002 طبق الاتحاد الأوروبي تشريعاته الخاصة بمكافحة التلوث (المعروفة باسم إريكا 1و 2 و3)، والتي تتطلب من جميع الناقلات التي تدخل مياهه بحلول عام 2010 أن تكون مزدوجة الهيكل. تعتبر حزم إريكا مثيرة للجدل لأنها أسست مفهومًا قانونيًا جديدًا عُرف باسم «الإهمال الجسيم».

### تلوث الهواء
يعد تلوث الهواء الناجم عن تشغيل المحرك وحرائق الشحن مصدر قلق خطير آخر. غالبًا ما يتم تشغيل السفن الكبيرة بواسطة زيت الوقود منخفض الجودة مثل (وقود السفن) والذي يتسبب بتلوث شديد وثبت أنه يشكل خطرًا على الصحة. قد تؤدي حرائق السفن إلى خسارة السفينة بسبب نقص معدات وتقنيات مكافحة الحرائق المتخصصة ويمكن أن تشتعل الحرائق لأيام.